# Distretto di Wang Thong
Il distretto di Wang Thong (in thailandese: วังทอง) è un distretto (amphoe) della Thailandia, situato nella provincia di Phitsanulok.